# Campeonato Brasiliense 2024
El Campeonato Brasiliense de 2024 es la edición 66.ª del principal campeonato de clubes de fútbol del Distrito Federal. El torneo es organizado por la Federação de Futebol do Distrito Federal y otorga cupos a los campeonatos nacionales y regionales del país. Concede tres cupos a la Copa de Brasil 2025, dos al Campeonato Brasileño de Fútbol Serie D 2025 para equipos que no pertenezcan a ninguna de las demás categorías y dos a la Copa Verde 2025.

## Sistema de juego
El sistema de juego consiste en dos fases. En la primera de ellas, los diez equipos participantes del campeonato se enfrentarán entre sí en partidos de una sola vuelta completando un total de 9 jornadas. De estos, los cuatro equipos con el mayor puntaje clasificarán a la fase final del campeonato mientras que los dos equipos con la menor puntuación descenderán a la Segunda División del Campeonato Brasiliense.
Seguidamente, los cuatro equipos clasificados serán ubicados en juegos directos jugando partidos de ida y vuelta clasificando los dos mejores equipos de cada llave a la final del campeonato.

### Criterios de desempate
En caso de empate en la primera fase del torneo, se sigue el siguiente orden:
1. Mayor número de partidos ganados.
2. Mejor diferencia de gol.
3. Mayor número de goles a favor.
4. Menor número de tarjetas amarillas.
5. Menor número de tarjetas rojas.
6. Confrontación directa entre los equipos (aplica entre dos equipos solamente).

En caso de empate en las semifinales, el criterio de desempate corresponderá a la posición durante la primera fase del torneo mientras que, en la final, el campeón será definido por cobros desde el punto penal.

## Equipos participantes

### Ascensos y descensos
| Pos. | Descendidos en la temporada 2023 |
| ---- | -------------------------------- |
| 11.º | Taguatinga                       |
| 12.º | Brasília                         |

| Pos. | Ascendidos de la Segunda División de 2023 |
| ---- | ----------------------------------------- |
| 1.º  | Ceilandense                               |
| 2.º  | Planaltina                                |

### Información de los equipos
| Equipo        | Región administrativa | Estadio                 | Capacidad | Posición 2023 |
| ------------- | --------------------- | ----------------------- | --------- | ------------- |
| Brasiliense   | Taguatinga            | Boca do Jacaré          | 27 000    | 2.º           |
| Capital       | Paranoá               | JK Paranoá              | 4 000     | 4°            |
| Ceilandense   | Ceilândia             | Maria de Lourdes Abadia | 4 000     | 1.º (Serie B) |
| Ceilândia     | Ceilândia             | Maria de Lourdes Abadia | 4 000     | 6.º           |
| Gama          | Gama                  | Defelê                  | 6 875     | 5.º           |
| Paranoá       | Paranoá               | JK Paranoá              | 4 000     | 3.º           |
| Planaltina    | Planaltina            | Adonir Guimarães        | 12 000    | 2.º (Serie B) |
| Real Brasília | Núcleo Bandeirante    | Defelê                  | 6 875     | 1.º           |
| Samambaia     | Samambaia             | Joaquim Domingos Roriz  | 6 000     | 7.º           |
| Santa Maria   | Santa Maria           | Zequinha Roriz          | 4 000     | 8.º           |

## Primera fase
| Pos. | Equipos       | PJ | PG | PE | PP | GF | GC | Dif. | Pts. |
| ---- | ------------- | -- | -- | -- | -- | -- | -- | ---- | ---- |
| 1.   | Capital       | 9  | 7  | 1  | 1  | 24 | 3  | +21  | 22   |
| 2.   | Ceilândia     | 9  | 6  | 2  | 1  | 20 | 8  | +12  | 20   |
| 3.   | Gama          | 9  | 6  | 2  | 1  | 17 | 5  | +12  | 20   |
| 4.   | Brasiliense   | 9  | 6  | 1  | 2  | 15 | 6  | +9   | 19   |
| 5.   | Paranoá       | 9  | 5  | 3  | 1  | 13 | 8  | +5   | 18   |
| 6.   | Real Brasília | 9  | 2  | 2  | 5  | 9  | 14 | -5   | 8    |
| 7.   | Samambaia     | 9  | 2  | 1  | 6  | 8  | 13 | -6   | 7    |
| 8.   | Ceilandense   | 9  | 2  | 1  | 6  | 9  | 19 | -10  | 7    |
| 9.   | Planaltina    | 9  | 1  | 1  | 7  | 5  | 19 | -14  | 4    |
| 10.  | Santa Maria   | 9  | 1  | 0  | 8  | 3  | 28 | -25  | 3    |

|  |                                                                 |
|  | Clasificados a los cuartos de final.                            |
|  | Descendidos al Campeonato Brasiliense de Segunda División 2025. |

### Resultados
- Los estadios y horarios del torneo se encuentra en la página oficial de la FFDF.[2]

- La hora de cada encuentro corresponde al huso horario correspondiente al Distrito Federal (UTC-3).

| Real Brasília | 1 - 2 | Ceilândia   | Defelê         | 13 de enero | 15:30 |
| Gama          | 2 - 0 | Planaltina  | Walmir Bezerra | 13 de enero | 19:30 |
| Brasiliense   | 5 - 1 | Ceilandense | Boca do Jacaré | 14 de enero | 10:30 |
| Paranoá       | 0 - 0 | Capital     | Defelê         | 14 de enero | 15:30 |
| Santa Maria   | 2 - 1 | Samambaia   | Valmir Bezerra | 14 de enero | 15:30 |

| Samambaia   | 1 - 2 | Paranoá       | Joaquim Domingos Roriz  | 20 de enero | 10:00 |
| Ceilândia   | 2 - 1 | Brasiliense   | Maria de Lourdes Abadia | 20 de enero | 15:30 |
| Planaltina  | 1 - 1 | Real Brasília | Joaquim Domingos Roriz  | 20 de enero | 15:30 |
| Ceilandense | 2 - 0 | Santa Maria   | Boca do Jacaré          | 21 de enero | 10:00 |
| Capital     | 1 - 0 | Gama          | JK Paranoá              | 21 de enero | 15:30 |

| Paranoá       | 4 - 3 | Ceilandense | Defelê                 | 27 de enero | 15:00 |
| Gama          | 2 - 1 | Samambaia   | Valmir Bezerra         | 27 de enero | 19:30 |
| Real Brasília | 0 - 3 | Capital     | Defelê                 | 28 de enero | 15:30 |
| Planaltina    | 0 - 3 | Ceilândia   | Joaquim Domingos Roriz | 28 de enero | 15:30 |
| Santa Maria   | 0 - 1 | Brasiliense | Valmir Bezerra         | 28 de enero | 15:30 |

| Ceilandense | 0 - 1 | Gama          | Boca do Jacaré          | 2 de febrero | 15:00 |
| Brasiliense | 0 - 0 | Paranoá       | Boca do Jacaré          | 3 de febrero | 10:00 |
| Ceilândia   | 6 - 0 | Santa Maria   | Maria de Lourdes Abadia | 3 de febrero | 15:30 |
| Capital     | 4 - 0 | Planaltina    | JK Paranoá              | 4 de febrero | 15:30 |
| Samambaia   | 3 - 0 | Real Brasília | Boca do Jacaré          | 5 de febrero | 20:00 |

| Gama          | 2 - 0 | Brasiliense | Valmir Bezerra         | 7 de febrero | 20:30 |
| Paranoá       | 2 - 0 | Santa Maria | Defelê                 | 8 de febrero | 15:00 |
| Capital       | 5 - 1 | Ceilândia   | JK Paranoá             | 8 de febrero | 15:30 |
| Planaltina    | 0 - 1 | Samambaia   | Joaquim Domingos Roriz | 8 de febrero | 15:30 |
| Real Brasília | 4 - 1 | Ceilandense | Defelê                 | 9 de febrero | 15:30 |

| Brasiliense | 1 - 0 | Real Brasília | Maria de Lourdes Abadia | 14 de febrero | 15:30 |
| Samambaia   | 0 - 1 | Capital       | Boca do Jacaré          | 14 de febrero | 20:00 |
| Ceilândia   | 1 - 1 | Paranoá       | Maria de Lourdes Abadia | 17 de febrero | 15:30 |
| Santa Maria | 0 - 5 | Gama          | Valmir Bezerra          | 18 de febrero | 15:30 |
| Ceilandense | 2 - 0 | Planaltina    | Boca do Jacaré          | 18 de febrero | 16:00 |

| Samambaia     | 0 - 3 | Ceilândia   | Boca do Jacaré         | 24 de febrero | 16:00 |
| Gama          | 2 - 0 | Paranoá     | Valmir Bezerra         | 24 de febrero | 20:30 |
| Capital       | 3 - 0 | Ceilandense | JK Paranoá             | 25 de febrero | 15:30 |
| Real Brasília | 4 - 1 | Santa Maria | Defelê                 | 25 de febrero | 15:30 |
| Planaltina    | 0 - 3 | Brasiliense | Joaquim Domingos Roriz | 25 de febrero | 15:30 |

| Paranoá     | 2 - 1 | Real Brasília | JK Paranoá              | 2 de marzo | 15:30 |
| Ceilandense | 0 - 0 | Samambaia     | Maria de Lourdes Abadia | 2 de marzo | 16:00 |
| Gama        | 1 - 1 | Ceilândia     | Valmir Bezerra          | 2 de marzo | 19:30 |
| Santa Maria | 0 - 4 | Planaltina    | Valmir Bezerra          | 3 de marzo | 15:30 |
| Brasiliense | 1 - 0 | Capital       | Boca do Jacaré          | 3 de marzo | 16:00 |